# 네모엎침근
네모엎침근(pronator quadratus muscle) 또는 방형회내근(方形回內筋)은 손을 엎쳐 손바닥이 아래쪽으로 가게 하는 아래팔 먼쪽의 사각형 근육이다.

## 구조
아래팔의 가장 깊은 근육으로, 이 때문에 촉진이나 육안으로 관찰하기는 어렵다. 근섬유의 주행 방향은 팔의 방향과 수직으로, 자뼈 앞면의 먼쪽 1/4에서 시작하여 노뼈의 먼쪽 1/4에서 끝난다. 네모엎침근은 두 갈래로 이루어져 있는데, 얕은갈래는 자뼈의 몸통 앞면 먼쪽에서 시작하여 노뼈몸통 먼쪽과 뼈몸통끝의 앞면에 닿는다. 깊은갈래의 이는곳은 얕은갈래와 같지만 자패임보다 몸쪽에 닿는다. 한쪽은 자뼈에, 다른 한쪽은 노뼈에 붙는 유일한 근육이다. 앞뼈사이동맥이 네모엎침근에 혈액을 공급한다.

### 신경 분포
정중신경의 가지인 앞뼈사이신경이 네모엎침근에 분포한다.

## 기능
네모엎침근이 수축하면 노뼈의 가쪽 측면을 자뼈 쪽으로 당겨 손을 엎치게 된다. 깊은쪽 섬유는 노뼈와 자뼈가 서로 붙어 있을 수 있게 하는 역할도 한다. 네모엎침근이 없는 사람들도 있지만 원엎침근이 엎침에 관여하는 주된 근육이므로 엎침 작용에 큰 영향을 미치지는 않는다.

## 추가 이미지

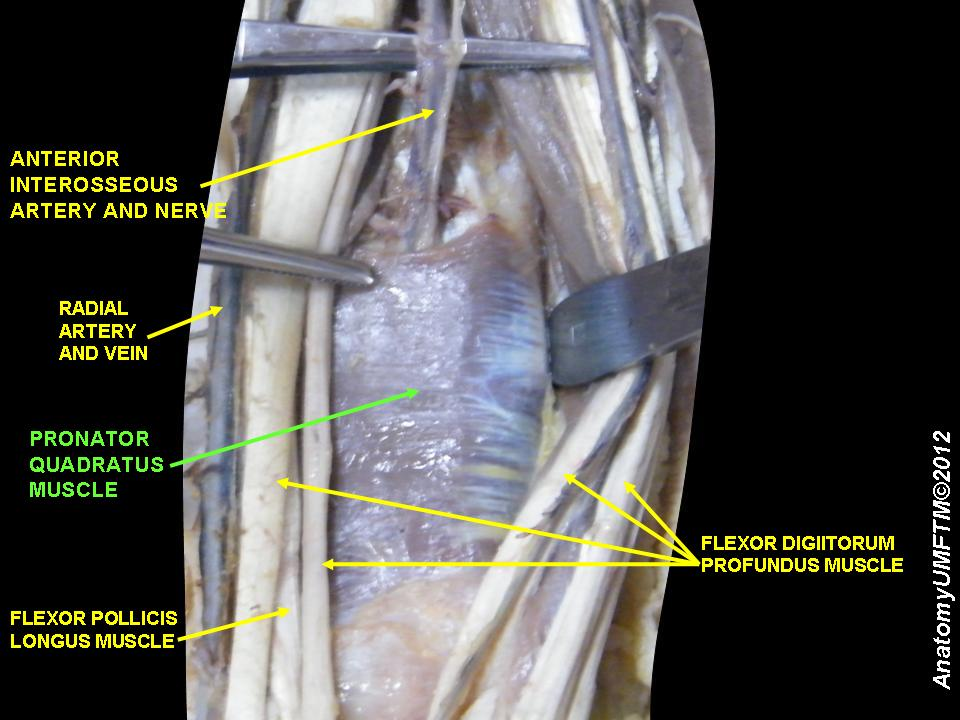
네모엎침근
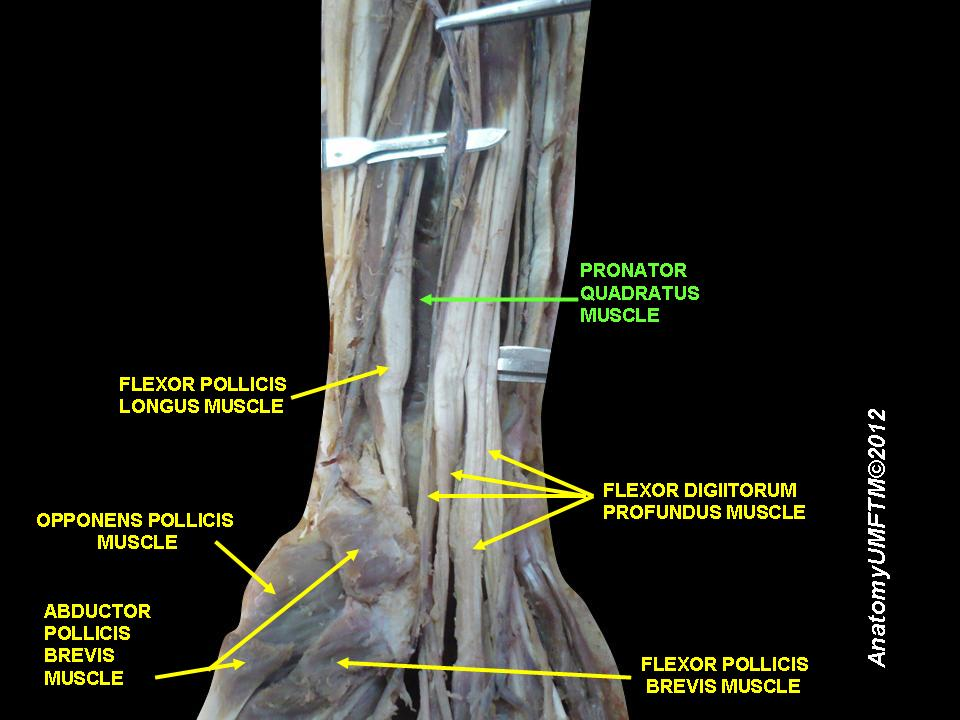
네모엎침근
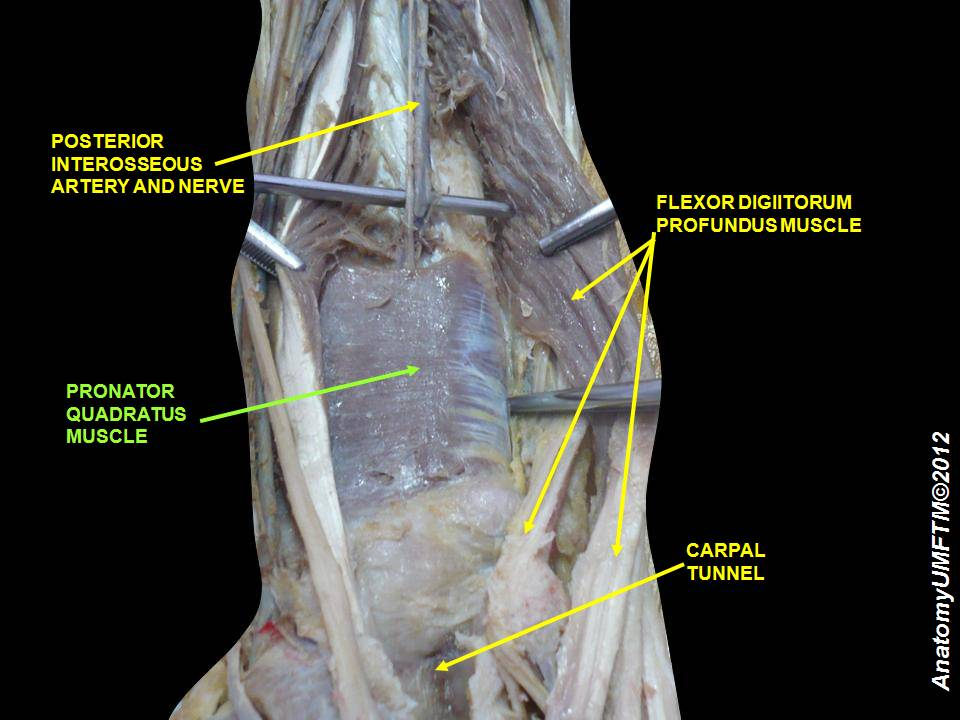
네모엎침근
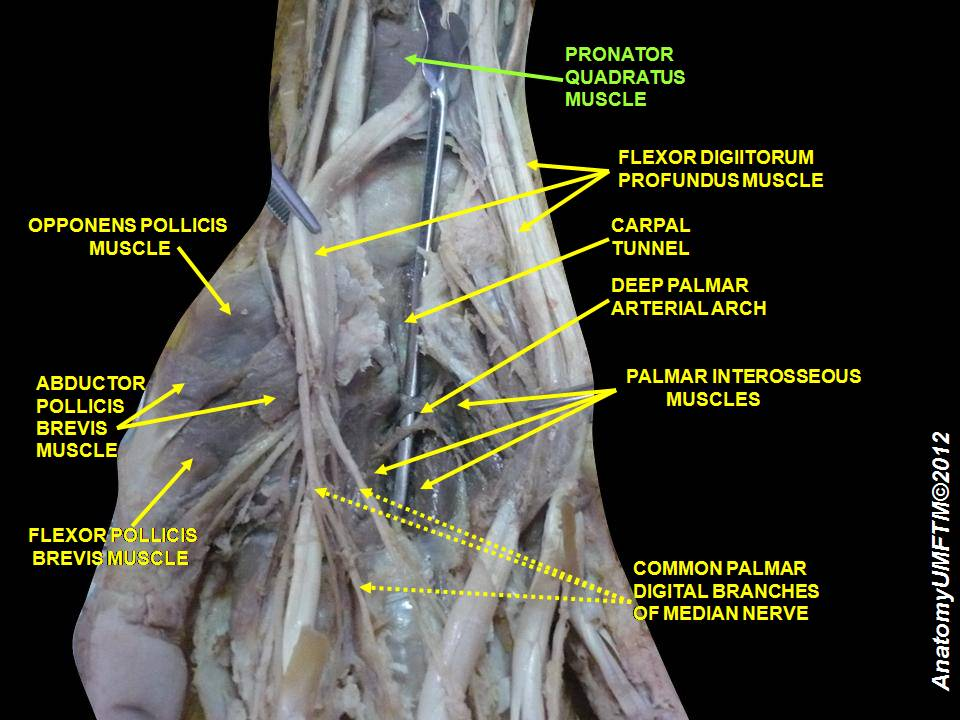
네모엎침근